# Caparrot de Forma
Es Caparrot de Forma est un site archéologique situé sur la commune de Port Mahon, sur l’île de Minorque, dans l'archipel des Baléares, en Espagne. Il comprend un village daté de l'Âge du bronze et une nécropole datée de l'Âge du fer.

## Historique
Le site a été déclaré bien d'intérêt culturel en 1966 sous la référence RI-51-0003552. De 1997 à 2012, plusieurs fouilles archéologiques ont été menées sur place par le musée de Minorque et une équipe universitaire de Sassari. 

## Le village
Le village a été édifié sur un petit cap côtier. Il est protégé au nord par un mur en appareil cyclopéen fermant l'accès au cap côté terre. Selon certains auteurs, il ne s'agirait pas à proprement parler d'un mur de protection mais des vestiges d'un édifice touriforme, une sorte de prototype de talayot.
L'édifice le plus occidental actuellement visible correspond à une construction militaire datée du XVIIIe siècle qui a été édifiée en partie sur les ruines d'une maison naviforme datée de l'Âge du bronze, orientée au nord/sud. On peut encore en distinguer une partie en forme d'abside au sud, et un foyer central construit avec des blocs d'ardoise. Plus à l'est, les vestiges d'autres structures de plan indéterminé sont visibles. Elles incluent un second foyer et une grande citerne.
La fouille archéologique du site a permis de recueillir des ossements d'animaux (chèvres, brebis, vaches et cochons) et un mobilier archéologique composé de tessons de poteries domestiques et de meules destinées à broyer des céréales. Les datations par le carbone 14 réalisées sur des os d'animaux correspondent à une période comprise entre 1200 et 1000 av. J.-C..

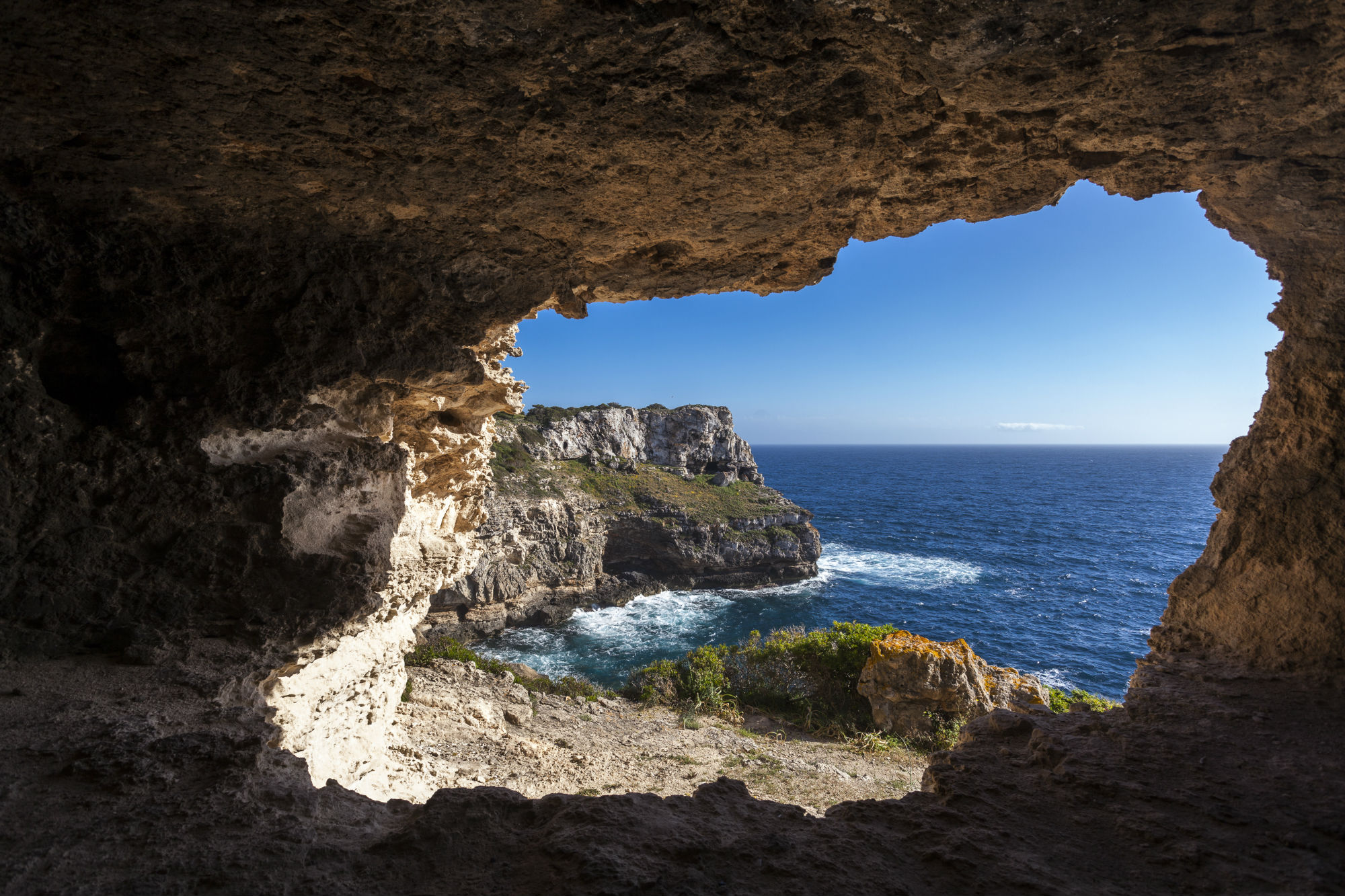
Vue depuis l'intérieur d'une grotte.

## La nécropole
La nécropole est constituée d'une trentaine de grottes artificielles creusées dans les falaises, dominant la mer au nord-ouest du village. Plusieurs grottes sont désormais inaccessibles en raison des effondrements survenus sur les falaises. Pour la plupart, leur plan est assez complexe et leur aménagement interne comprend des colonnes et des pilastres. Comparées aux grottes de Cala Morell ou de Cales Coves, elles sont plus basses de plafond.
La plupart ont été découvertes vides de tout vestige archéologique, mais les fouilles ont révélé la pratique de la crémation des corps sous une couche de chaux. Le rare mobilier funéraire d'accompagnement recueilli comprend des perles en pâte de verre et des bracelets en fer et en bronze. La présence de fragments de céramique et d'ossements d'animaux suggère selon L. Plantalamor la célébration de repas rituels.